# ATP Champions Tour 2019

Das Logo der ATP Champions Tour 2019

Im Folgenden werden die Turniere der Herrentennis-Saison 2019 (ATP Champions Tour) dargestellt. Sie wurde wie die ATP World Tour und die ATP Challenger Tour von der Association of Tennis Professionals organisiert.

## Turnierplan
In der Saison 2019 fanden folgende Turniere statt:
| Datum         | Ort               | Turnier                                   | Belag         | Sieger                                                                   | Zweiter                                                                     | Dritter                                       | Vierter |
| ------------- | ----------------- | ----------------------------------------- | ------------- | ------------------------------------------------------------------------ | --------------------------------------------------------------------------- | --------------------------------------------- | ------- |
| 15.02.–17.02. | Delray Beach      | Delray Beach Open                         | Hartplatz     | Team International: Wayne Ferreira Tommy Haas Tim Henman Mikael Pernfors | Team Amerika: Jay Berger Jan-Michael Gambill Fernando González Jesse Levine |                                               |         |
| 13.06.-15.06. | Auchterarder      | Brodies Invitational                      | Hartplatz (i) | Juan Carlos Ferrero                                                      | Tim Henman                                                                  |                                               |         |
| 26.06.–29.06. | Svaneholm Skurup  | Svaneholm Open                            | Sand          | Team Schweden: Jonas Björkman Mats Wilander                              | Team USA: John McEnroe Patrick McEnroe                                      | Team Frankreich: Henri Leconte Cédric Pioline |         |
| 03.10.–06.10. | Palma de Mallorca | Legends Cup                               | Sand          | David Ferrer                                                             | Juan Carlos Ferrero                                                         | Michail Juschny                               |         |
| 28.11.–01.12. | London            | Champions Tennis at the Royal Albert Hall | Hartplatz (i) |                                                                          |                                                                             |                                               |         |

## Rangliste
In dieser Saison wurde keine Rangliste veröffentlicht.